# Amanat
Amanat (en kazajo: Аманат, lit. 'Voluntad Ancestral') conocido como Nür Otán (en kazajo: Нұр Отан, lit. 'Patria Radiante') hasta 2022 es el principal partido político de Kazajistán y cuenta con aproximadamente 762 000 miembros. Desde 2022 está dirigido por Kasim-Yomart Tokáev, actual presidente de Kazajistán.
El partido Otán (patria), fue creado en febrero de 1999 como una gran coalición de partidos favorables al presidente Nazarbáyev, incluido su partido Unión Popular por la Unidad de Kazajistán. La estructura y la ideología del partido recuerdan a otros partidos similares del espacio postsoviético, como el Partido de las Regiones de Ucrania (con el que colabora estrechamente) o Rusia Unida, el partido creado en torno a la figura de Vladímir Putin.
En 2006, además del Otán y el resto de formaciones, tanto el Partido Cívico de Kazajistán como el Partido Agrario de Kazajistán se unieron al primero, formando así el actual partido, llamado Nur Otán.
En las elecciones parlamentarias de 2012, Nur Otán consiguió 83 de 98 escaños en el Mazhilís, la cámara baja del Parlamento de Kazajistán.

## Historial electoral

### Mazhilis
|  | 30.90 % |

|  | 60.60 % |

|  | 88.40 % |

|  | 80.99 % |

|  | 82.20 % |

|  | 71.09 % |

|  | 53.90 % |